# Pontus Frithiof
Pontus Johan Fredrik Frithiof, tidigare Fritiof,  född 2 december 1972 i Hammarby församling, är en svensk kock, krögare och entreprenör. Han blev känd 1999 för Pontus in the Green House, som utsågs till Sveriges bästa restaurang. Han har under åren mottagit utmärkelser som årets krögare, årets affärskrog samt tilldelats Gastronomiska Akademins Guldmedalj. Frithiof driver flera restauranger i Stockholmsområdet under Pontus Group.
Pontus Frithiof har gett ut två kokböcker, medverkat i svensk tv och svenska medier och är engagerad i branschstärkande frågor.

## Biografi
Pontus Frithiof började sin karriär som lärling redan 1987 som 15-åring hos kocken Erik Lallerstedt på Eriks i Gamla stan, Stockholm. 1989 fortsatte Frithiof till Paris och Bryssel där han arbetade på ansedda restauranger som Le Copenhague och Michel Rostang och tillsammans med en vän startade han Gästkockarna, ett eget cateringföretag för svenska företagsledare i Paris.
Väl tillbaka i Sverige började Frithiof arbeta som souschef hos kocken Leif Mannerström och 1996 var han återigen tillbaka hos Erik Lallerstedt på Eriks, nu som kökschef.

## Verksamheter
Frithiof fick genom Jan Hugo Stenbeck, som ägde fastigheten, möjligheten att öppna Pontus in the Green House 1999. Två år senare öppnade han Pontus Catering och året därpå Pontus by the Sea. Sedan dess har Frithiof öppnat flera verksamheter, erhållit utmärkelser samt utgivit en kokbok tillsammans med journalisten Lotta Lundgren, Pontus by the Book 2004. I april 2007 stängdes Pontus in the Green House och samma år öppnade restaurang Pontus! på Brunnsgatan 1 i Stockholm.
Verksamheterna drivs under namnet Pontus Group och sedan 2015 drivs en del projekt under varumärket Pontus Brands. Hösten 2015 öppnade Frithiof flera verksamheter i DN-skrapan: Tidningshuset by Pontus, Deli by Pontus, Bakery by Pontus samt Atelier 23. Våren 2016 öppnade Pontus Frithiof Pontus in the Air på Stockholm Arlanda terminal 5, vilket ledde till ett omnämnande i White Guide Sverige 2017. Pontus in the Airs verksamhet utökades våren 2017 med American Express Lounge by Pontus, restaurangen Monstro samt med appen ”Pontus in the air” med beställningsfunktioner.
Sedan våren 2015 drivs flertalet restauranger av Pontus Frithiof tillsammans med restauratören Thomas Dahlstedt, Nordrest och Modis restauranger, där Pontus Group står för konceptutveckling, menyer och kvalitetssäkring och Nordrest för driften av restaurangerna. Tillsammans delar de på ansvaret för servering ombord på MTR Express tåg Stockholm – Göteborg, Pontus in the Park, Pocket Solna och sedan 2017 Pocket by Pontus i Arenastaden, Tekniska by Pontus på Tekniska museet och Vinterträdgården by Pontus, i Hjorthagen.

## Kokböcker
Pontus Frithiof har skrivit en kokbok tillsammans med Lotta Lundgren – Pontus by the Book utgiven år 2004. Boken vann kategorin "Kokboksdesign" vid Gourmand World Cookbook Awards i Örebro. Pontus by the Book finns bland annat representerad på Nationalmuseum i Stockholm.
Pontus Frithiof skrev sin andra kockbok tillsammans med Tor Stålhandske, Husmanskost, utgiven 2019. Boken har erhållit flera prestigefulla utmärkelser som "Best Chefs Cook Book in the World" vid World Cook Book Awards 2021, "Winner Sweden" i Gourmand Awards 2020 och "Silverägg" i Guldägget 2020.

## Media
Pontus Frithiof har bland annat som gäst medverkat i tv-program som TV4 Nyhetsmorgon, Malou von Sivers program Efter tio och i radioprogram som till exempel hos Rix MorgonZoo samt hos medieprofilen Robert Aschberg och i en rad olika podcaster. Frithiof är också aktiv på sociala medier som Instagram och LinkedIn och har drivit flera bloggar, bland annat på Visitas sajt besoksliv.se och på ellematovin.se.

## Utmärkelser
- Gastronomiska akademien: guldmedalj
- Dagens Industri utsåg Pontus in the Green House till Sveriges bästa restaurang och Årets Affärskrog
- Reklamförbundets guldäggstävling 2005, Pontus by the Book, silverägg i kategorin design[29]
- Pontus! fick pris för Årets miljö och stämningsupplevelse av White Guide 2009[30]
- Pontus! blev Årets ekokrog av EkoMatCentrum och White Guide 2010[31]
- Pontus! utsågs till Årets vinupplevelse av White Guide 2010[32]
- Gourmand World Cookbook Awards: Pontus by the Book, första pris kategorin kokboksdesign
- Dagens Nyheter: Pontus!, Gulddraken i kategorin Årets fynd
- Pontus in the Air omnämnande i White Guide Sverige 2017[33]
- Utvald till förebildsmedlem i Founders Alliance 2017[34]